# Saint-Thiébault
Saint-Thiébault là một xã thuộc tỉnh Haute-Marne trong vùng Grand Est đông bắc nước Pháp. Xã này có diện tích 0,6 km2, dân số theo điều tra năm 1999 của Cục điều tra dân số Pháp là 279 người.